# たかなみ (護衛艦・初代)
たかなみ（ローマ字：JDS Takanami, DD-110→ASU-7009）は、海上自衛隊の護衛艦。あやなみ型護衛艦の5番艦。艦名は「高波」に由来し、この名を受け継ぐ日本の艦艇としては、夕雲型駆逐艦「高波」に続き2代目に当たる。

## 艦歴
「たかなみ」は、昭和32度計画1,700トン型警備艦1610号艦として、三井造船玉野造船所で1958年11月8日に起工され、1959年8月8日に進水、1960年1月30日に就役し、呉地方隊に直轄艦として編入された。
1960年8月31日、呉地方隊隷下に新編された第11護衛隊に「おおなみ」とともに編入。
1961年2月1日、第11護衛隊が自衛艦隊隷下に再編された第2護衛隊群隷下に編成替え。
1968年2月、後甲板の爆雷投射機2基、爆雷投下軌条2条が撤去され、可変深度式ソナー（VDS）OQA-1Aを装備。
1971年2月1日、第11護衛隊が護衛艦隊隷下に新編された第4護衛隊群隷下に編成替え。
1973年12月16日、第11護衛隊が第3護衛隊群隷下に編成替え、定係港が佐世保に転籍。
1977年12月1日、第11護衛隊が佐世保地方隊隷下に編成替え。
1978年1月21日、「まきなみ」「おおなみ」と共に、長崎県男女群島沖で荒天により遭難したシンガポール貨物船「ワティ」の救難活動に従事。
1985年3月27日、特務艦に種別変更され、艦籍番号がASU-7009に変更、佐世保地方隊に直轄艦として編入。
1989年3月24日、除籍。